# البیان والتبیین
البیان والتبیین از معروفترین کتابهای نوشته جاحظ ادیب قرن سوم هجری است. ابن خلدون دربارهٔ علم ادبیات در کتاب مقدمه خود می‌گوید:
| « | و از بزرگانمان در مجالس تعلیم شنیدیم که می‌گفتند ارکان این علم چهار تاست: و آن عبارت است از ادب الکاتب ابن قتیبه، الکامل نوشته مبرد، البیان و التبیین نوشته جاحظ و آمالی نوشته ابی علی القالی. مابقی از این چهار کتاب همگی فروع هستند. | » |